# Dusponera atrisignalis
Dusponera atrisignalis är en fjärilsart som beskrevs av George Francis Hampson. Dusponera atrisignalis ingår i släktet Dusponera och familjen nattflyn. Inga underarter finns listade i Catalogue of Life.